# Farbenblindheit

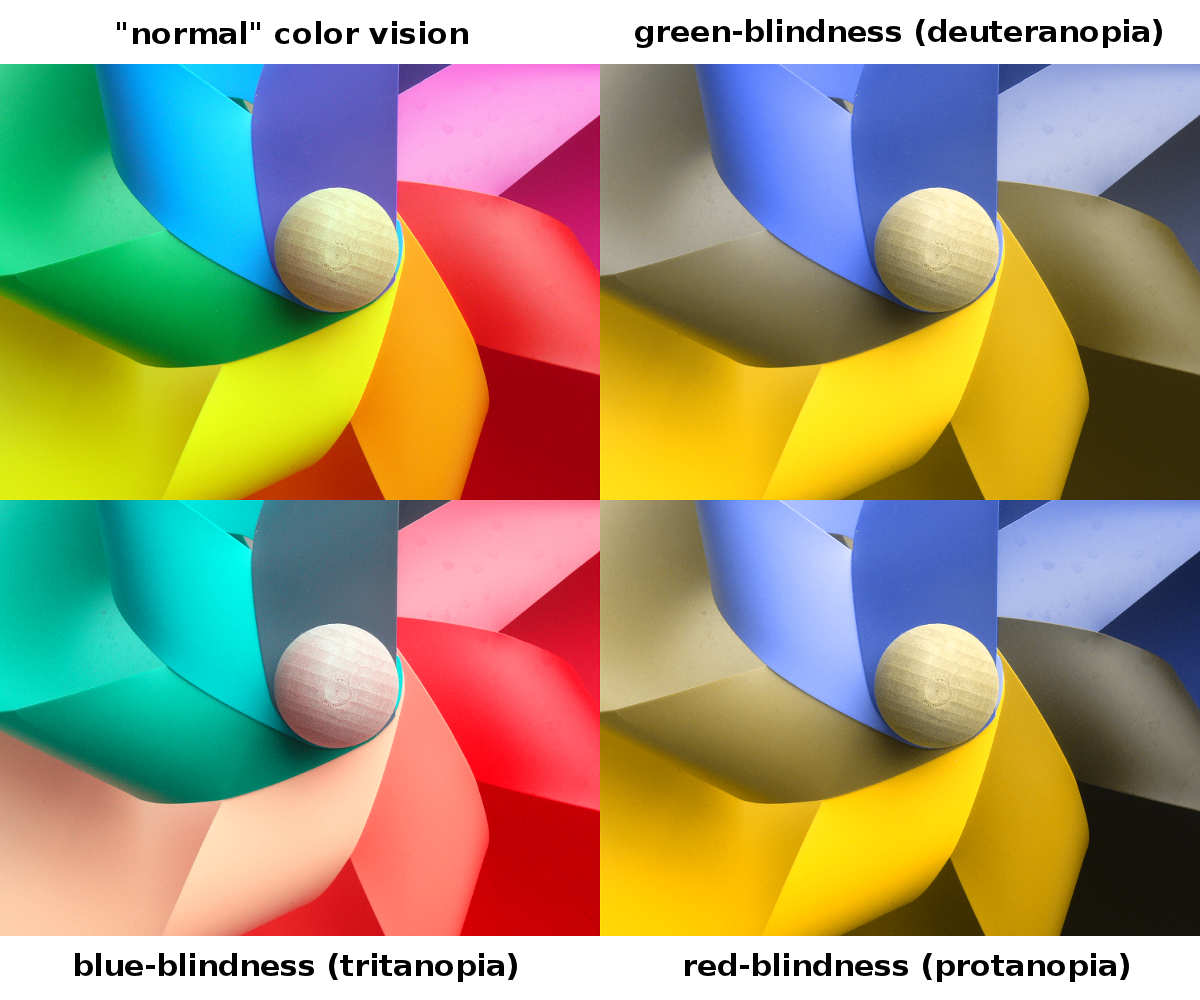
Vergleich zwischen verschiedenen Arten der Farbenblindheit.
links oben: normalsichtig
rechts oben: grünblind
rechts unten: rotblind
links unten: blaublind

Die Farbenblindheit ist die schwerste Form der Farbenfehlsichtigkeit, einer Störung der Farbwahrnehmung. In der Fachsprache der Augenheilkunde wird die völlige Farbenblindheit auch als Achromatopsie bezeichnet. Weniger schwere Formen der Farbenblindheit sollten richtigerweise als Farbenfehlsichtigkeit angesprochen werden, auch wenn in der Praxis oft nicht so genau unterschieden wird.
Die verschiedenen Formen der Farbenfehlsichtigkeit sind als Ausfall oder Veränderung der auf den Empfang langer, mittlerer oder kurzer Wellen des sichtbaren Spektrums spezialisierten Zapfen der Retina zu verstehen. Je nachdem, ob die Funktion der L-Zapfen (langwelliges Licht, "rot"), der M-Zapfen (Licht mittlerer Wellenlänge, "grün") oder der S-Zapfen (kurzwelliges Licht, "blau") beeinträchtigt ist, spricht man von Protanomalie, Deuteranomalie oder Tritanomalie. Ist die Funktion der jeweiligen Zapfen vollständig ausgefallen, so handelt es sich um die entsprechende Anopie. Protanopie ("Rotblindheit") und Deuteranopie ("Grünblindheit") führen dazu, dass Gelb, Braun und Grün miteinander verwechselt werden, außerdem Violett mit Blau. Protanopie führt außerdem dazu, dass Dunkelrot mit Schwarz verwechselt wird. Bei der selteneren Form der Tritanopie ("Blaublindheit") werden Rot mit Orange, Blau mit Grün, Grüngelb mit Grau und Violett, Hellgelb mit Weiß verwechselt.
Eine sehr seltene Form der Farbenfehlsichtigkeit ist die Blauzapfen-Monochromatopsie, bei der sowohl die L-Zapfen als auch die M-Zapfen fehlen oder keine Funktion haben, sondern nur im Blaubereich eine Restsichtigkeit besteht. Es handelt sich also um eine gleichzeitige Rot- und Grünblindheit.

## Häufigkeiten
Die Häufigkeiten sind in der Tabelle getrennt nach Geschlechtern zusammengetragen worden.
|                                                                    | Männer  | Frauen  | Quelle |
| ------------------------------------------------------------------ | ------- | ------- | ------ |
| Protanomalien (Normabweichungen der Rotzapfen)                     | 1,08 %  | 0,03 %  | [ 5 ]  |
| Protanopien (Totalausfall der Rotzapfen)                           | 1,01 %  | 0,02 %  | [ 5 ]  |
| Deuteranomalien (Normabweichungen der Grünzapfen)                  | 4,63 %  | 0,36 %  | [ 5 ]  |
| Deuteranopien (Totalausfall der Grünzapfen)                        | 1,27 %  | 0,01 %  | [ 5 ]  |
| Summe aller Störungen im Rot-Grün-Bereich (Dichromasie)            | 7,99 %  | 0,42 %  | [ 5 ]  |
| Tritanomalien (Normabweichungen der Blauzapfen)                    | 0,005 % | 0,005 % | [ 4 ]  |
| Tritanopien (Totalausfall der Blauzapfen)                          | 0,002 % | 0,002 % | [ 4 ]  |
| Blauzapfen-Monochromasie (Totalausfall der Rot- und Grünzapfen)    | 0,001 % | 0,001 % | [ 4 ]  |
| Achromatopsie (Völlige Farbenblindheit, Totalausfall aller Zapfen) | 0,003 % | 0,003 % | [ 4 ]  |